# Okres Cimișlia
Cimișlia je okres v jižním Moldavsku. Žije zde okolo 49 tisíc obyvatel a jeho sídlem je město Cimișlia. Na jihu sousedí s okresem Basarabeasca a autonomní oblastí Gagauzsko, na západě s okresem Leova, na severozápadě s okresem Hîncești, na severu s okresem Ialoveni, na východě s okresem Căușeni a na jihovýchodě s Ukrajinou.